# Ben's Kid
Ben's Kid est un film muet américain réalisé par Francis Boggs et sorti en 1909.

## Résumé
Molly est l'épouse de Buck Minor, un mari odieux qui la maltraite au vu de tous. Son seul réconfort se trouve être une petite fille dont elle s'occupe.

## Fiche technique
- Réalisation : Francis Boggs
- Chef-opérateur : James A. Crosby
- Production : William Nicholas Selig
- Date de sortie :  États-Unis : 1er juillet 1909

## Distribution
- Tom Santschi
- Harry Todd
- Roscoe Arbuckle